# Ladykirk House
Ladykirk House war ein Herrenhaus nahe der schottischen Ortschaft Ladykirk in der Council Area Scottish Borders. Obschon Ladykirk House abgebrochen wurde, sind noch verschiedene Außengebäude erhalten. Hierzu zählt die West Lodge, die 1971 in die schottischen Denkmallisten in der höchsten Denkmalkategorie A aufgenommen wurde. Des Weiteren ist die North Lodge als Kategorie-C-Bauwerk geschützt. Zuletzt ist das Anwesen im schottische Register für Landschaftsgärten gelistet. In vier von sieben Kategorien wurde das Prädikat „herausragend“ verliehen.

## Geschichte

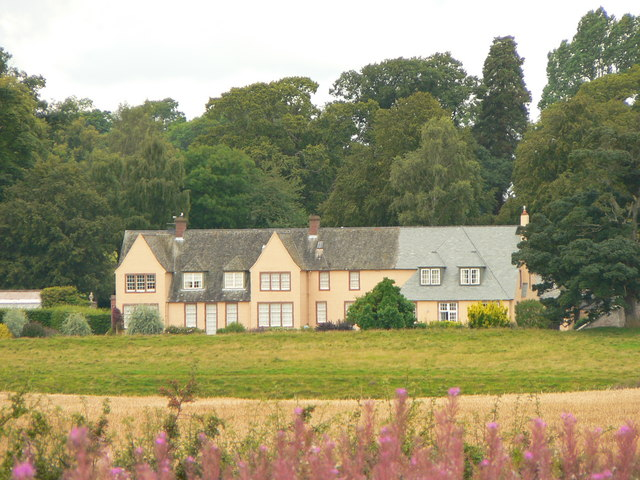
Das aktuelle Ladykirk House (nicht denkmalgeschützt)

Um 1738 erwarb die Familie Robertson das Anwesen. Es liegt am linken Tweed-Ufer, der an diesem Ort die Grenze zwischen Schottland und England markiert. Zu diesem Zeitpunkt befand sich ein Vorgängerbauwerk am Standort. Roger Robertson, der Sohn des Laird, der eine dreijährige Reise durch Europa absolviert hatte, begann 1753 mit der Planung und Anlage der Gärten und Parkanlagen. 1797 wurde unter William Robertson der Bau des späteren Ladykirk House begonnen und 1799 abgeschlossen. Als Architekt zeichnet William Elliot für den klassizistischen Entwurf verantwortlich. Zu einer Bauphase, in der verschiedene Außengebäude errichtet wurden, kam es in den 1840er und 1850er Jahren, nachdem die Erbin Marianne Sarah Robertson den liberalen Politiker David Marjoribanks geheiratet hatte. 1966 wurde Ladykirk House abgebrochen. Am Standort wurde ein neues Gebäude errichtet, welches denselben Namen trägt.

## West Lodge

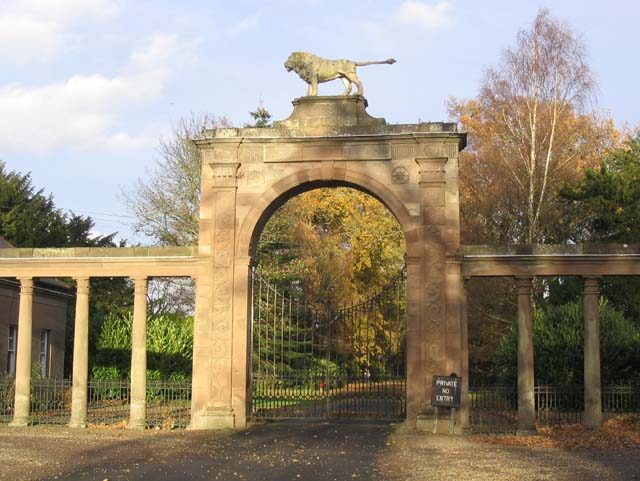
Westtor mit der West Lodge

Die West Lodge mit der zugehörigen Torzufahrt markiert den westlichen Zufahrtsweg auf das Anwesen. Sie liegt rund einen Kilometer westlich von Ladykirk House. Korinthische Pilaster flankieren das rundbögige Tor. Darauf sitzt eine Löwenplastik. Zu beiden Seiten der Zufahrt erstrecken sich die klassizistisch ausgestalteten Lodges.

## North Lodge
Rund einen Kilometer nördlich von Ladykirk House ist die North Lodge gelegen. Sie flankiert den nördlichen Zufahrtsweg zu dem Anwesen. Die North Lodge ist jünger als die West Lodge. Sie entstand in den 1850er Jahren nach einem Entwurf von John Dobson. Das einstöckige, klassizistisch ausgestaltete Gebäude ist drei Achsen weit. An der ostexponierten Frontseite tritt ein kleiner Portikus mit zwei toskanischen Säulen heraus. Sie tragen einen schlichten Fries mit aufsitzendem Dreiecksgiebel. Im Laufe des 20. Jahrhunderts wurde rückseitig ein Anbau hinzugefügt, sodass die North Lodge nun einen T-förmigen Grundriss aufweist. Das abschließende Walmdach ist mit walisischem Schiefer eingedeckt. Nach Fertigstellung diente die Lodge der Ortschaft außerdem als Postamt.